# 普萊森特格羅夫鎮區 (北卡羅萊納州約翰斯頓縣)
普萊森特格羅夫鎮區（英語：Pleasant Grove Township）是位於美國北卡羅萊納州約翰斯頓縣的一個鎮區。

## 地方資料
普萊森特格羅夫鎮區的面積為116.80平方千米，皆為陸地。根據2020年美國人口普查的數據，當地共有人口19109人，而人口密度為每平方千米163.6人。